# Maitaca-de-barriga-azul
Maitaca-de-barriga-azul (nome científico: Pionus reichenowi) é uma espécie de ave da família dos psitacídeos, endêmica do Brasil. Era considerada uma subespécie de maitaca-de-cabeça-azul.